# Gian-Ambrogio Marini
Gian-Ambrogio (ou Gianambrogio) Marini, dont le nom est parfois francisé en Jean-Ambroise Marini, (né à Gênes vers 1594 et mort à Venise après 1652) est un écrivain italien du XVIIe siècle. Ecclésiastique, il se refuse à écrire ses romans sous son propre nom et use sans cesse de pseudonymes, ce qui rend sa biographie quelque peu difficile à retracer.

## Biographie
Gian-Ambrogio Marini est l'auteur du Caloandro sconosciuto (publié en 1640 sous le nom de « Gian-Marino Idris Boemo », et soi-disant traduit de l'allemand), un roman de chevalerie autour de la Princesse de Trébizonde, dans lequel le héros, Caloandro, fils de l'Empereur de Constantinople s'écarte quelque peu des règles de la fidélité, ce qui scandalisa nombre de lecteurs, l'obligeant à réécrire son œuvre en 1562, cette fois sous le pseudonyme de « Dario Grisimani », et sous le titre de « Caloandro fedele ». Cet ouvrage connut un certain succès, et fut adapté au théâtre sous le simple titre de « Caloandro ». Il fut partiellement traduit en français par Georges de Scudéry en 1668.